# A Cseh Köztársaság Nemzeti Könyvtára
A Cseh Köztársaság Nemzeti Könyvtára (csehül: Národní knihovna České republiky, rövidítve: NK ČR) Csehország központi és vezető könyvtára, melynek székhelye Prága óvárosában, egy egykori jezsuita kollégium épületében, a Klementinumban van. A Cseh Kulturális Minisztériumnak alárendelt intézmény az ország legnagyobb könyvtára, több mint 7 millió egységből álló állománnyal rendelkezik, mely évente mintegy 70 000 újonnan érkezett kiadvánnyal nő.
Fő tevékenysége a Csehország területén 1807 után kiadott könyvek és egyéb kiadványok, valamint kéziratok gyűjtése. Emellett számos ősi dokumentumot is őriznek, mint például az i.sz. 1. században írt görög papiruszokat. Ez Európa legnagyobb és legrégibb könyvtárainak egyike. A gyűjtemény büszkesége a Vyšehrad Kódex — ennek képe díszíti a vezetett könyvtárlátogatás belépőjegyét.

## Története
A Károly Egyetem egyes könyvtárai mellett a 13. században létrejött a prágai óváros domonkos kolostorában Studium generale nevet viselő iskola, amely a 14. században könyvtárastul összeolvadt az egyetemmel. 1556-ban a jezsuita szerzetesek megépítették a Clementinum nevű kollégiumot. 1622-ben a Károly Egyetem is a jezsuiták gondnoksága alá került, így annak könyvtárai is a Clementinumba kerültek.
A jezsuita rend feloszlatása után az egyetem 1773-ban állami intézmény lett, könyvtárát pedig Mária Terézia 1777-ben „nyilvános cs. és k. egyetemi könyvtárrá” nyilvánította, ami 1887-től a megnevezésében is megnyilvánult (c.k. Veřejná a univerzitní knihovna). 1882-ben az egyetemet felosztották egy cseh és egy német egyetemre, de a könyvtár közös maradt a két intézmény számára.
1918 után a könyvtár az újonnan megalakuló csehszlovák állam irányítása alá került. 1924-ben megalapították a Szláv Könyvtárat (Slovanská knihovna), amelyet 1929-ben ugyancsak a Clementinumban helyeztek el, és ez a mai napig is a nemzeti könyvtár önálló részeként működik.
1935-ben a könyvtárat Nemzeti- és Egyetemi Könyvtárra (Národní a univerzitní knihovna) nevezték át, és egyúttal a köteles példányról szóló törvényt is hatályon kívül helyezték. 1939-ben, Csehország német megszállása után bezárták a cseh főiskolákat. A könyvtár Országos- és Egyetemi Könyvtár néven (Zemská a univerzitní knihovna) működött tovább 1941-ig.
A második világháború utáni Csehszlovákiában több prágai könyvtárat is összevontak, így 1958-ban létrejött Csehszlovákia Állami Könyvtára (Státní knihovna ČSR). Ennek neve 1990-ben a ma is használatos Nemzeti Könyvtárra (Národní knihovna) módosult. A rendszerváltás után egy új központi raktár létesült Hostivařban, azonban így is helyszűkével küzd az intézmény. Ezt megoldandó Letnában egy új épületet terveztek, ez azonban nem épült fel.
A könyvtár állománya internetes katalóguson is kereshető.

## Digitalizálás
A cseh nemzeti könyvtár állományának digitalizációja 1992-1993-ban kezdődött az AiP Beroun vállalattal együttműködve. A könyvtár élenjáró volt a olyan nemzetközi digitalizációs szabványok megalkotásában, amelyek régi nyomtatványok és kéziratok feldolgozására vonatkoznak. 2005-ben az UNESCO Csikcsi-díjjal jutalmazta
a könyvtár tevékenységét a Világ emlékezete programban végzett digitalizációs tevékenységéért. Jelenleg a Manuscriptorium és a Kramerius honlapokon is elérhetőek a cseh nemzeti könyvtár régi kéziratai. A digitális térben mintegy 2000 periodika, több mint 120 000 1800 után kiadott könyv és több mint 26 000 kézirat és régi nyomtatvány érhető el a könyvtár online felületéről. Emellett egy, a Google-lel közös programban a Szláv Könyvtár több 19. századi nyomtatványa (2015 augusztusáig mintegy 60 000 kötet) is digitalizálva lett. Ezek elérhetőek a Google Könyvek digitális könyvtárban, a régi nyomtatványok pedig a Krameri felületén olvashatóak.

## Új helyszínek
2006. május 16-án egy nemzetközi építészeti pályázatot írtak ki a könyvtár új, Letná-ban építendő épületére. 2007. március 3-án kihirdették a győztes tervet, amelyet Jan Kaplický és a Future Systems Architecture alkotott. Az épületnek 2012-re kellett volna elkészülnie, azonban a kiírás szabályosságát, a telek kérdését, illetve az anyagi forrásokat firtató viták miatt késlekedett a projekt. 2008 júliusában Vaclav Jehlicka kulturális miniszter bejelentette, hogy a könyvtár nem épül fel.
Az új épületben 10 millió könyvnek lett volna hely, főleg az 1801 utáni állomány került volna költöztetésre.
Jelenleg a Clementinumot és a Hostivař-i részleget érintő bővítések és fejlesztések zajlanak, amelyek 2018 után fejeződnek be.

## A könyvtár igazgatói
- 1777–1778:      František Josef Kinský (1739–1805)
- 1778–1789:      František Xaver Věžník (1732–1789)
- 1789–1807:      Karel Rafael Ungar (1744–1807) - 1780–1789 között állománykezelőként
- 1807. július–1807. október:      Josef Bernard Müller († 1815), megbízott vezető
- 1807–1809:      František Faustin Procházka (1749–1809)
- 1809–1810:      Josef Bernard Müller († 1815), megbízott vezető
- 1810–1825:      František Posselt (1753–1825)
- 1825–1828:      Karel Fischer (1755/1757–1844), megbízott vezető
- 1828–1847:      Antonín Spirk (1787–1847)
- 1848–1860:      Pavel Josef Šafařík (1795–1861) - 1847–1848 között megbízott vezető
- 1860–1869:      Ignác Jan Hanuš (1812–1869)
- 1869–1870:      Johann Friedrich Dambeck (?), megbízott vezető
- 1870–1895:      Antonín Zeidler (?)
- 1896–1897:      Václav Schulz (?)
- 1897–1919:      Richard Kukula (1857–1927)
- 1920–1930:      Jaromír Borecký (1869–1951) - 1919. január–1920. január között ideiglenes vezetőként
- 1930–1938:      Jan Emler (1877–1951)
- 1939–1945:      Jindřich Hrozný (1885–1952)
- 1945–1948:      Josef Bečka (1894–1955) - 1945–1947 között ideiglenes igazgatóként
- 1948–1949:      Vilém Závada (1905–1982), igazgatói rangú ideiglenes ügyvezető
- 1949:     Miroslav Kaftan (1904–?), megbízott vezető
- 1949–1954:      Václav Čejchan (1904–1973), 1949 őszéig felelt a könyvtár működtetéséért
- 1954–1958:      Jan Petrmichl (1921–1964)
- 1958–1959:      Vilém Závada (1905–1982)
- 1959. február–1959. május:      Josef Bleha (1920–2012), megbízott vezető
- 1959–1961:      Josef Hušek (1912–1981)
- 1961. november–1962. március:      Josef Bleha (1920–2012), megbízott vezető
- 1962–1970:     Josef Vinárek (1920–2008)
- 1970–1988:      Karel Kozelek (1920–1994)
- 1988–1989:      Jaroslav Beránek (*1931)
- 1989. december–1990. március:      Adolf Knoll (*1954), megbízott vezető
- 1990–2004:      Vojtěch Balík (*1947)
- 2004–2008:      Vlastimil Ježek (*1962)
- 2008–2010:      Pavel Hazuka (*1950)
- 2011–2015:      Tomáš Böhm (*1961)
- 2015. március–2015. április:      Miroslav Rovenský (*1964), megbízott vezető
- 2015–2017:     Petr Kroupa (*1953), megbízott vezető
- 2017– :    Martin Kocanda (*1974)

## Galéria

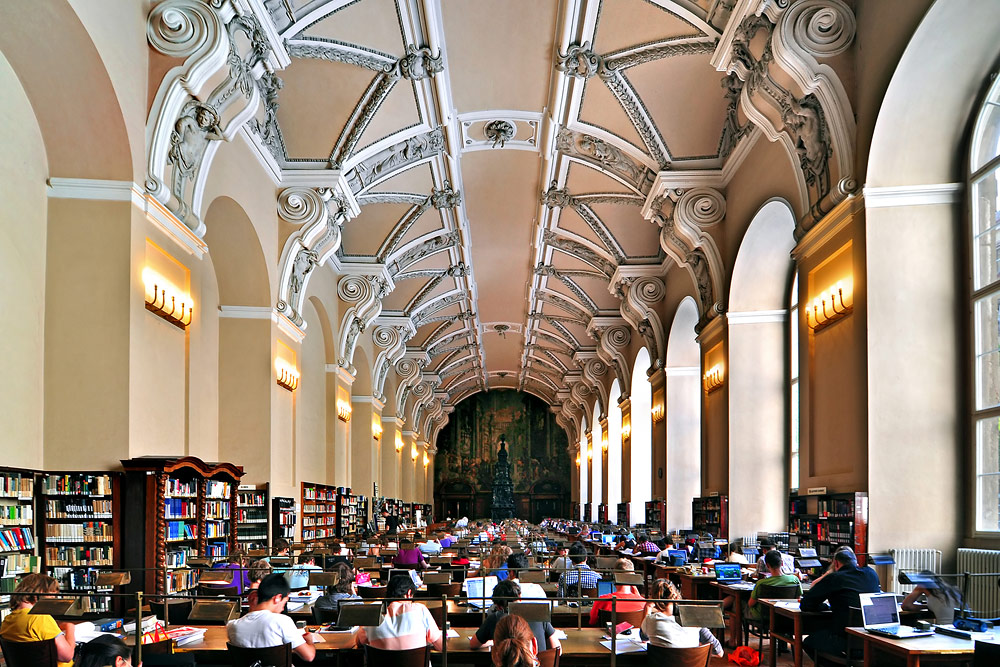
Olvasóterem
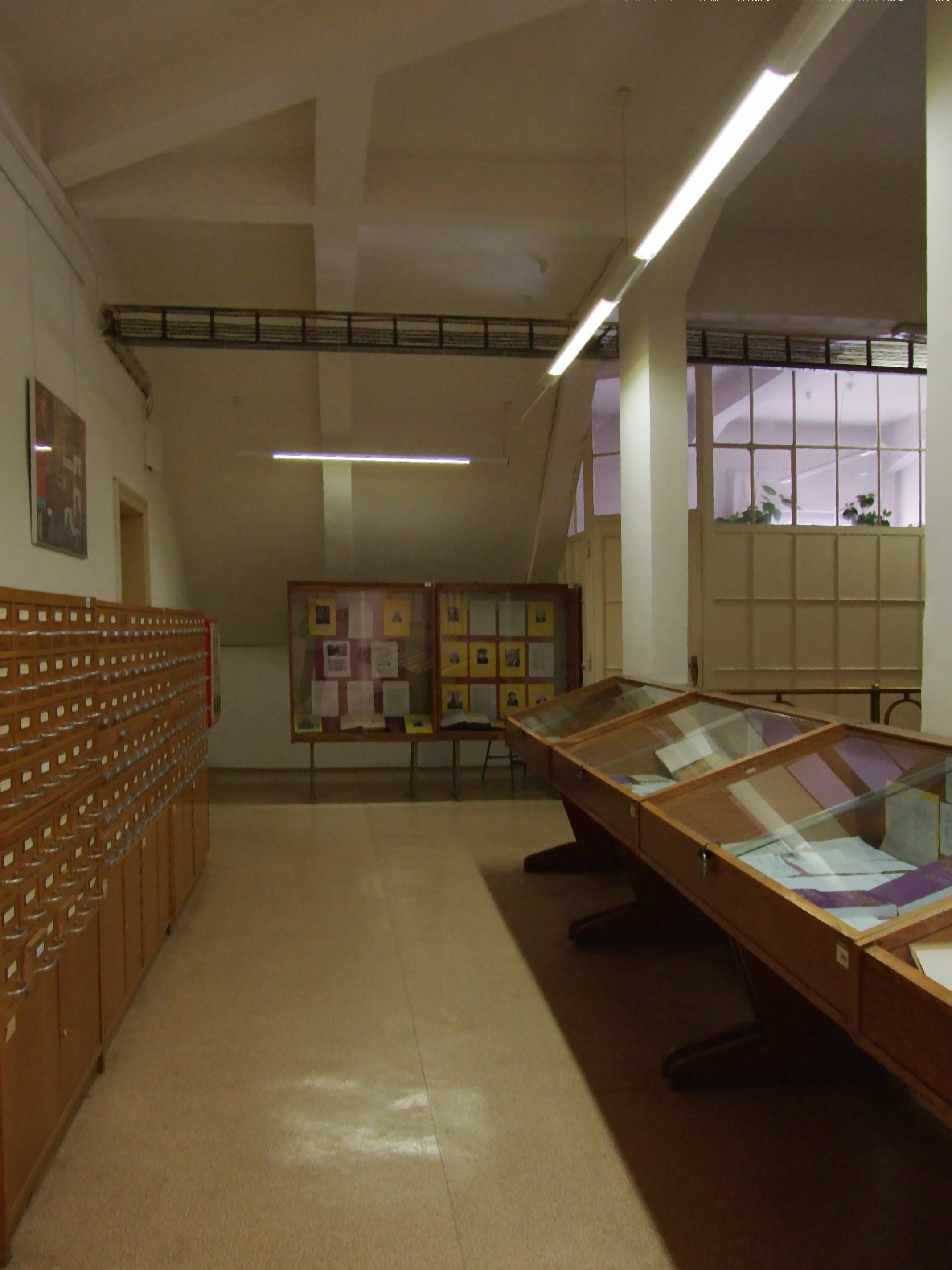
A Szláv Könyvtár
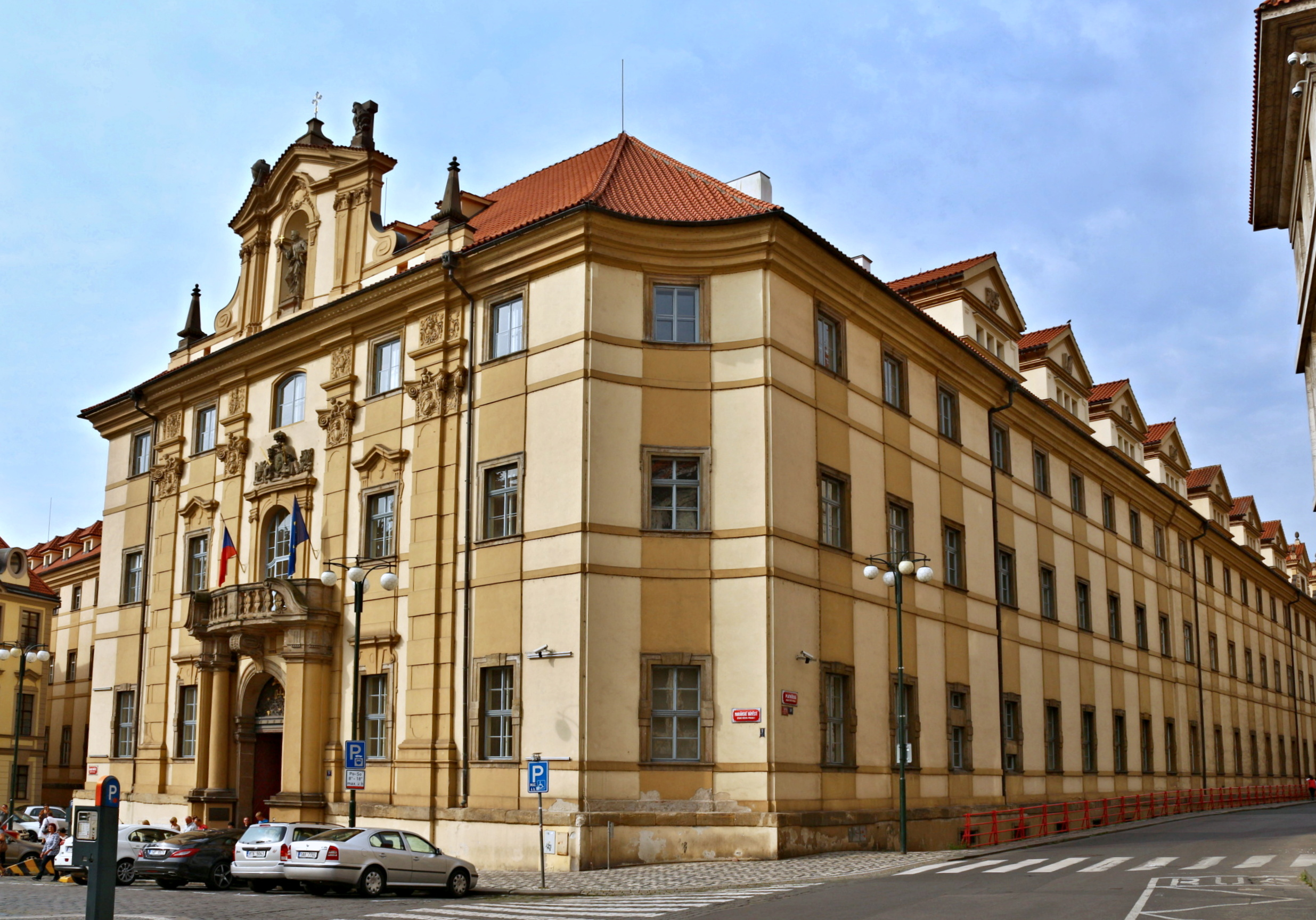
Clementinum
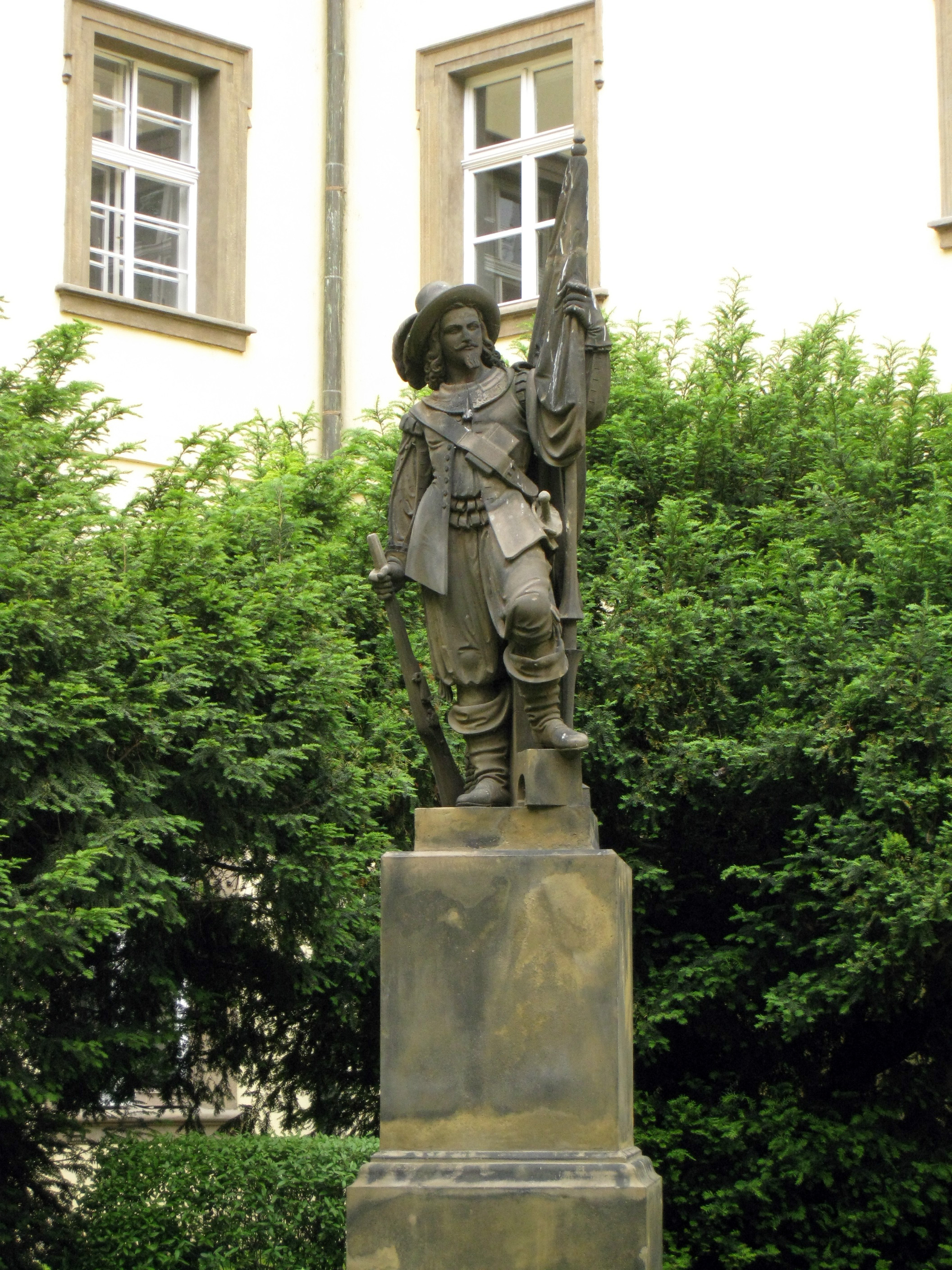
A prágai diák szobra a Clementinum udvarán